# Лејтроп (Мисури)
Лејтроп (енгл. Lathrop) град је у америчкој савезној држави Мисури.

## Демографија
По попису из 2010. године број становника је 2.086, што је 6 (-0,3%) становника мање него 2000. године.
| Група             | 2000.         | 2010.         |
| Белци             | 1.990 (95,1%) | 1.970 (94,4%) |
| Афроамериканци    | 41 (2,0%)     | 25 (1,2%)     |
| Азијати           | 1 (0,0%)      | 8 (0,4%)      |
| Хиспаноамериканци | 33 (1,6%)     | 25 (1,2%)     |
| Укупно            | 2.092         | 2.086         |